# Muzyka kreatywna
Muzyka kreatywna – termin używany dla określenia nowej muzyki związanej z improwizacją i często wykraczającej poza jazz.
Terminem muzycznym, który do pewnego czasu był wręcz synonimiczny z muzyką improwizowaną był jazz.

## Termin
Termin ten odnosi się bezpośrednio do tych muzyków, którzy są zaangażowani w poszukiwanie własnego czy osobistego języka ekspresji muzycznej. Muzycy ci poszukują ekspresji w swoich własnych rejonach i ich medium jest muzyka. Podstawą jest jazz, w którego kręgach wyłoniła się idea, że każdy muzyk może i powinien mówić własnym językiem i wyrażać swoje ja. Z jazzu pochodziła także idea, że wolność zależy od tego, na ile pozwoli się innym być wolnymi i że każdy muzyk na prawo, nawet powinność, do poszukiwania swojego własnego głosu.
Muzycy kreatywni czerpią z dowolnego źródła: z jazzu, muzyki współczesnej (klasycznej); elektronicznej, rocka itd.

## Narastanie problemu
W okresie jego ekspansji w latach 50. XX wieku jazz został uznany za formę sztuki i w dodatku sztuki amerykańskiej. W związku z tym został ustalony przez krytykę jazzową pewien kanon muzyki jazzowej i utwory czy płyty jazzmanów były oceniane na ile są zgodne z kryteriami. Jeśli nie były zgodne – otrzymywały niskie oceny. Dlatego zarówno Charlie Parker jak i Duke Ellington domagali się, aby nie nazywać ich muzyki jazzem. Krytycy narzucili swój punkt widzenia i dyktowali społeczeństwu, co jest dobrym jazzem, a co jest złym jazzem, a nawet, co jest jazzem, a co nim nie jest. W większości po jakimś czasie zaakceptowali bebop i z entuzjazmem przyjęli nagrania nonetu Milesa Davisa Birth of the Cool i w konsekwencji nowy styl zwany cool jazzem. I na tym poziomie się zatrzymali.
Problemy poszukujących artystów typu Ornette’a Colemana, Cecila Taylora, Alberta Aylera i nawet Johna Coltrane’a z krytyką wykazały, że poszukujący artyści, a zwłaszcza ci, którzy próbują zrobić karierę na swoich własnych prawach, spotkają się z atakiem ze strony zagrożonych krytyków. Obrazuje to problem jaki miał Miles Davis po wydaniu w 1956 r. albumu Sketches of Spain. Krytycy stwierdzili, że to nie jest jazz; brak swingu, synkopy itd. Na to padła rozsądna i oczywista odpowiedź Davisa to jest muzyka i ja ją lubię. Tacy krytycy jak André Previn, John Tynan i John S. Wilson krytykowali Johna Coltrane’a. Wilson z New York Timesa i Leonard Feather uważali, że jego sola są monotonne, zbyt długie i nudne, jego brzmienie jest zbyt ostre i kojarzone przez słuchaczy z brzydotą. Previn i Tynon usiłowali znaleźć w jego muzyce jakąś logiczną nić przewodnią, postępujący rozwój czy nawet rozpoznawalny temat. 23 listopada 1961 r. Tynan w magazynie Down Beat ogłosił, że ostatnie występy grupy Coltrane’a z Erikiem Dolphym to antyjazz. Oskarżył zespół, że nie swinguje, wykorzystuje zbyt wiele dysonansów i brak mu formalnej jedności.
Jeszcze większe problemy narosły na przełomie lat 60. i 70. XX wieku, gdy jazz zaczął czerpać z muzyki rockowej (fusion lub jazz rock), a muzyka rockowa – z jazzowej. Przykładem pierwszej tendencji może znów być Miles Davis ze swoją zelektryfikowaną improwizowaną muzyką z lat 1969–1975. Przykładem drugiej tendencji może być np. brytyjska grupa Soft Machine.
Następnym etapem było pojawienie się zespołów, które nie były ani jazzowe, ani rockowe, chociaż z reguły traktuje się je jako zespoły rockowe. Trzeba tu wymienić brytyjski zespół awangardowy i eksperymentalny Henry Cow oraz amerykańską radykalną grupę Captain Beefheart and His Magic Band. Oba zespoły spotkały się z niezrozumieniem krytyki, a także większości publiczności, zwłaszcza wychowanej na bardziej komunikatywnej muzyce grupy Pink Floyd.
Kolejna grupa muzyków, która wymknęła się spod czujnego nadzoru stróżów kanonów, to byli muzycy po konserwatoriach, którzy przeszli na stronę muzyki improwizowanej, a takie pojęcia jak swing czy synkopa raczej nie budziły ich zainteresowania. Ich muzyki, chociaż przecież była improwizowana na koncertach z pewnością nie można było nazwać jazzem.
Istotnym zjawiskiem stał się także gwałtowny rozwój nowych, popularnych rodzajów muzyki adresowanych do szerokich mas. Z bluesa powstał rhythm and blues, który odwrócił uwagę afroamerykańskiej młodzieży od jazzu, a w szczególności od jazzu rewolucyjnego, Nowej Rzeczy (ang. New Thing), Wspaniałej Czarnej Muzyki (ang. Great Black Music), które w zamierzeniu twórców miały być muzyką dla Afroamerykanów. Tymczasem słuchaczami nowej muzyki w klubach byli biali intelektualiści i studenci. Wypączkowany z rhythm and bluesa rock and roll, zabrał trudniejszemu w odbiorze jazzowi następnych słuchaczy. A wkrótce brzmienie Motown i brytyjska inwazja zabrały resztę. W 1965 r. Archie Shepp powiedział reporterowi: nie możemy pozwolić tym słuchaczom na ucieczkę. Musimy wnieść do naszej muzyki każdy smród z ulicy, każdą tragedię (...) Jednak do 1968 r. jazz stracił właściwie kontakt z czarnymi słuchaczami.
Chuck Berry śpiewał w „Rock and Roll Music"
| I got no kick against modern jazz Unless they try to play it too darn fast And change the beauty of the melody Until it sounds just like a symphony. |

## Samoobrona
Grupy poszukujących muzyków zaczęły się organizować w celach samopomocy, kooperacji i promowania muzycznych wartości swojej sztuki. W wypadku USA dochodził do tego jeszcze bardzo ważny czynnik rasowy, gdyż rewolucjonistami w muzyce byli Afroamerykanie, ale profity czerpali muzycy biali. Szczególną troską o kolor wykazywała się TV. W 1951 r. nakazano zmienić Charlesa Mingusa na białego kontrabasistę Redowi Norvo na występ w telewizyjnym show Mela Thormé. W czasie koncertu telewizyjnego Elli Fitzgerald kamerzyści dokonywali cudów, aby nie pokazać, że w jej zespole jest biały gitarzysta, którego nie wyrzuciła z zespołu, jak jej nakazano. W 1960 r. Benny Goodman odwołał tournée po południowych college'ach, gdy nakazano mu zmienić czarnego kontrabasistę Eugene’a Wrighta na białego.
- Jazz Composers Guild

Nowojorska „międzyrasowa” kooperatywa założona przez Billa Dixona i Cecila Taylora
- Association for the Advancement of Creative Musicians (AACM)

Najsłynniejsza organizacja powstała w maju 1965 r. w Chicago. Założona została przez pianistę i kompozytora Muhala Richarda Abramsa, pianistę Jodiego Christiana, perkusistę Steve’a McCalla i kompozytora Phila Cohrana. Mottem organizacji było Great black music, ancient to the future. Organizacja ta powstała wśród muzyków skupionych wokół Muhala Richarda Abramsa i jego zespołu Experimental Band istniejącego od 1962 r.
- Black Artist Group (BAG)

Organizacja powstała w 1968 r. w Saint Louis w stanie Missouri. Był to kolektyw wielodyscyplinarnych artystów, który istniał do 1972 r.
- The Black Arts Movement (BAM)

Było to artystyczne odgałęzienie ruchu Czarnych Panter. Rozpoczął się on w nowojorskim Harlemie. Założony został przez poetę, pisarza i aktywistę znanego jako Amiri Baraka a przed przyjęciem tego nazwiska jako Everett LeRoy Jones.
- Rock in Opposition (RIO)

Organizacja założona w 1968 r. przez grupę Henry Cow, do której przyłączyło się kilka europejskich zespołów wykonujących muzykę niechętnie nagrywaną i propagowaną przez wielkie wytwórnie płytowe.

## Obecnie
Termin muzyka kreatywna zdaje się coraz pewniej ugruntowywać. Powstało wiele organizacji skupiających artystów wykonujących muzykę improwizowaną, można tu wymienić
- The Creative Music Guild.

Organizacja powstała w Oregonie; jej misją jest promocja nowej muzyki oraz nauczanie sztuki improwizacji i kompozycji.
- Creative Music Forum – Restructures.
- Phoenix Creative Music Movement (PCMM)
- Creative Music Festival.

Założony został przez trębacza Wadadę Leo Smitha. Festiwal w lutym 2008 r. był poświęcony kreatywnym orkiestrom.
- Bay Area Improvisers Network

Grupuje muzyków z rejonu San Francisco.
- The Tentacle – Sounding the Depths of Northwest Creative Music.

Grupuje muzyków rejonu Seattle.
- Creative Improvised Music Projects.

Firma nagraniowa związana z audiofilskim magazynem Cadence Magazine – A Journal of Creative Improvized Music'.
- Creative Music Works.

Rejon Kolorado.

## Przedstawiciele (wybór)
| - Fred Anderson - Art Ensemble of Chicago - Derek Bailey - Joey Baron - Tim Berne - Peter Brotzmann - Regina Carter - Chicago Roundtable - Marilyn Crispell - Chris Cutler - Jack DeJohnette - Dave Douglas - Hamid Drake - Bill Frisell - Fred Frith - Claudio Gabbiano - Lutz Glandien | - Annie Gosfield - Mats Gustafsson - Barry Guy - Alfred Harth - Dave Holland - Susie Ibarra - Eyvind Kang - Steve Lacy - George Lewis - Pat Martino - Marilyn Mazur - Christian McBride - Brad Mehldau - Myra Melford - Jason Moran - Ikue Mori | - David Murray - Roberto Musci - Paal Nilssen-Love - Greg Osby - Evan Parker - William Parker - Joshua Redman - Jon Rose - Maria Schneider - Wadada Leo Smith - Cecil Taylor - Ken Vandermark - Cuong Vu - David S. Ware - Otomo Yoshihide - John Zorn - Anthony Braxton - Roscoe Mitchell |